# Coleophora crossophanes
Coleophora crossophanes é uma espécie de mariposa do gênero Coleophora pertencente à família Coleophoridae.